# Biathlon na Zimowych Światowych Wojskowych Igrzyskach Sportowych 2013 – sprint indywidualnie kobiet

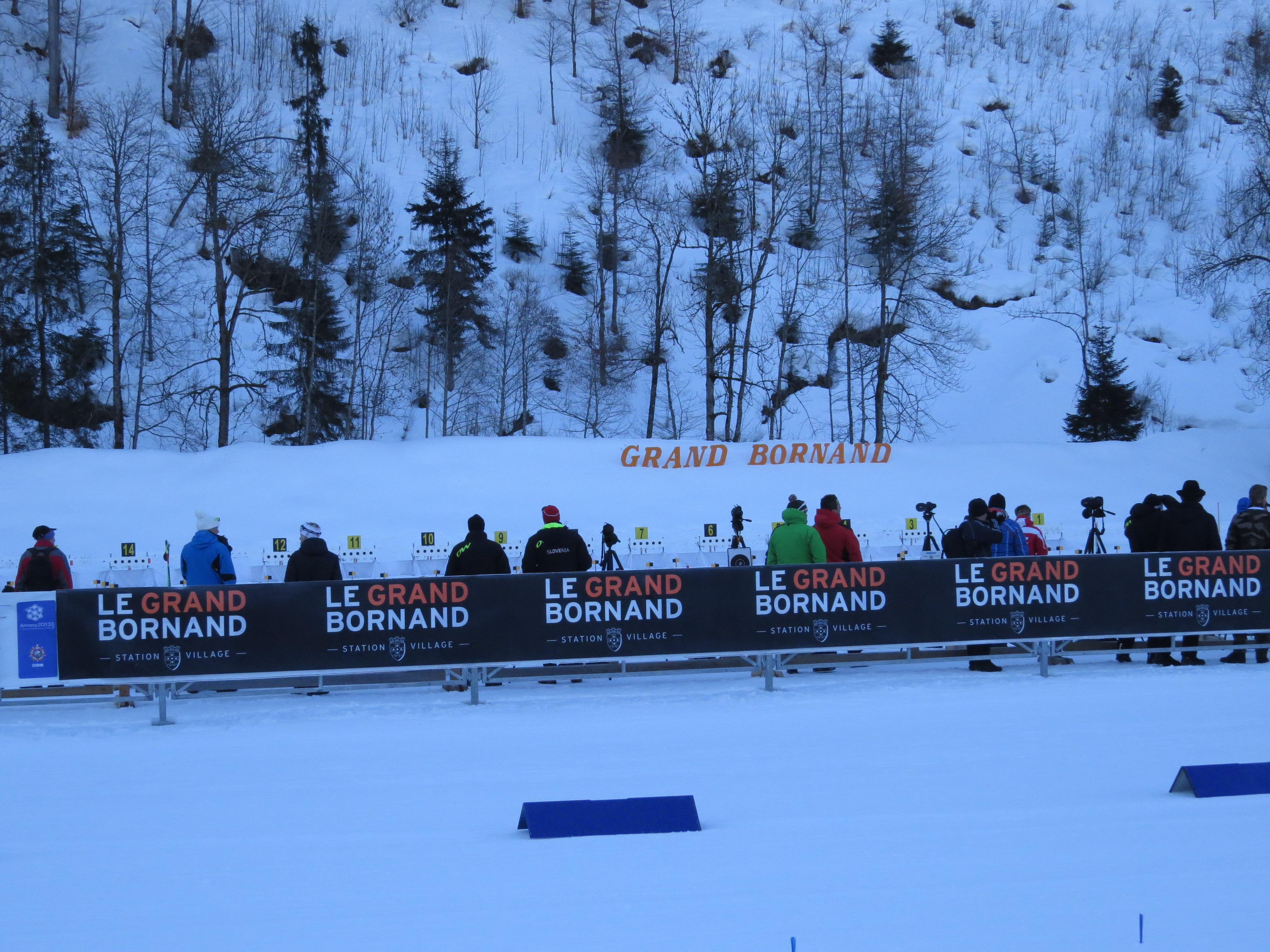
Le Grand-Bornand - st. strzeleckie.

Biathlonowy indywidualny sprint kobiet na 2. Zimowych Światowych Wojskowych Igrzyskach Sportowych odbył się w dniu 27 marca 2013 w Annecy  we Francji. Krystyna Pałka bezskutecznie broniła złotych medali z poprzednich igrzysk wojskowych zdobytych zarówno indywidualnie jak i drużynowo.
Biathlon kobiet – zimowa dyscyplina sportowa, łącząca bieg narciarski na dystansie 7,5 km ze strzelaniem odbył się Ośrodku biathlonowy w Le Grand-Bornand. Mistrzynią zimowych igrzysk wojskowych została Francuzka Marine Bolliet. Na drugie miejsce i trzecim stopniu podium uplasowały się Włoszki Karin Oberhofer i Michela Ponza. W zawodach wzięły udział cztery Polki. Najlepsza była Krystyna Pałka, która zajęła 15. miejsce,  Paulina Bobak była 16, Magdalena Gwizdoń 25, a Karolina Pitoń 37.

## Terminarz
| Harmonogram przebiegu konkurencji | Harmonogram przebiegu konkurencji | Harmonogram przebiegu konkurencji | Harmonogram przebiegu konkurencji |
| Data                              | Godzina (UTC+01:00)               | CET                               | Wydarzenie                        |
| --------------------------------- | --------------------------------- | --------------------------------- | --------------------------------- |
| 27 marca 2013(dts)                | 12:00                             | 12:00                             | Finał                             |

## Medalistki
| Złoto                    | Srebro                   | Brąz                   |
| Francja · Krystyna Pałka | Włochy · Karin Oberhofer | Włochy · Michela Ponza |

## Wyniki
| Klasyfikacja końcowa kobiet w biatlonie - indywidualnie | Klasyfikacja końcowa kobiet w biatlonie - indywidualnie | Klasyfikacja końcowa kobiet w biatlonie - indywidualnie | Klasyfikacja końcowa kobiet w biatlonie - indywidualnie | Klasyfikacja końcowa kobiet w biatlonie - indywidualnie |
| Miejsce                                                 | Zawodniczka                                             | Reprezentacja                                           | Czas                                                    | Uwagi                                                   |
| ------------------------------------------------------- | ------------------------------------------------------- | ------------------------------------------------------- | ------------------------------------------------------- | ------------------------------------------------------- |
| 01 !                                                    | Marine Bolliet                                          | Francja                                                 | 21:12.3                                                 |                                                         |
| 02 !                                                    | Karin Oberhofer                                         | Włochy                                                  | +3.0                                                    |                                                         |
| 03 !                                                    | Michela Ponza                                           | Włochy                                                  | +8.5                                                    |                                                         |
| 4.                                                      | Teja Gregorin                                           | Słowenia                                                | +13.4                                                   |                                                         |
| 5.                                                      | Jori Mørkve                                             | Norwegia                                                | +31.3                                                   |                                                         |
| 6.                                                      | Anaïs Bescond                                           | Francja                                                 | +32.9                                                   |                                                         |
| 7.                                                      | Evi Sachenbacher-Stehle                                 | Niemcy                                                  | +34.6                                                   |                                                         |
| 8.                                                      | Dorothea Wierer                                         | Włochy                                                  | +46.0                                                   |                                                         |
|                                                         |                                                         |                                                         |                                                         |                                                         |
| 15                                                      | Krystyna Pałka                                          | Polska                                                  | +1:46.5                                                 |                                                         |
| 16                                                      | Paulina Bobak                                           | Polska                                                  | +1:48.0                                                 |                                                         |
| 25                                                      | Magdalena Gwizdoń                                       | Polska                                                  | +2:05.3                                                 |                                                         |
| 37                                                      | Karolina Pitoń                                          | Polska                                                  | +4:03.2                                                 |                                                         |